# Agnar
Agnar er i nordisk mytologi søn af sagnkongen Geirrød. Han overtager Geirrøds kongerige, når denne dør.
Agnar er omtalt i kvadet Grímnismál, hvor det beskrives, hvordan han hjælper Odin (forklædt som Grimnir) med at undslippe Geirrøds tortur.
| Nordisk mytologi | Spire Denne artikel om nordisk religion og mytologi er en spire som bør udbygges. Du er velkommen til at hjælpe Wikipedia ved at udvide den. |